# Brachidontes adamsianus
Brachidontes adamsianus är en musselart som först beskrevs av Dunker 1857.  Brachidontes adamsianus ingår i släktet Brachidontes och familjen blåmusslor. Inga underarter finns listade i Catalogue of Life.